# فرودگاه صحرایی آرچر ممریال
فرودگاه صحرایی آرچر ممریال (به انگلیسی: Archer Memorial Field) یک فرودگاه همگانی بهره‌برداری هوایی است که یک باند فرود چمن دارد و طول باند آن ۷۶۱ متر است. این فرودگاه در کشور ایالات متحده آمریکا قرار دارد و در ارتفاع ۲۴۲ متری از سطح دریا واقع شده‌است.